# Edward Watkin

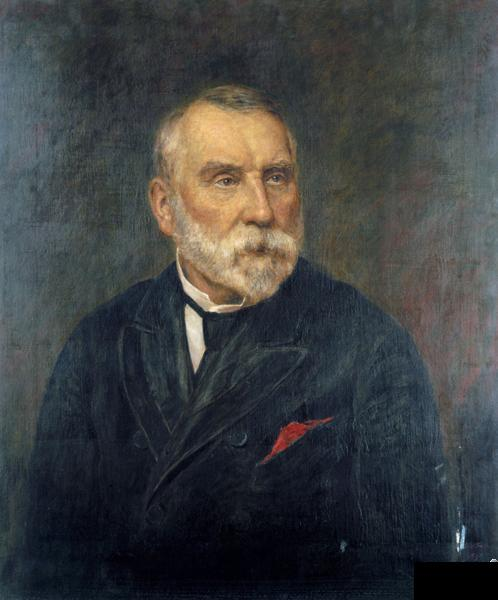
Edward Watkin (gemalt von Augustus Henry Fox, 1891)

Sir Edward William Watkin, 1. Baronet (* 26. September 1819 in Salford; † 13. April 1901 in Manchester) war ein britischer Manager und Politiker (Liberal Party). Über 30 Jahre lang war er Abgeordneter des House of Commons. Er war Vorsitzender mehrerer Eisenbahngesellschaften, darunter der Manchester, Sheffield and Lincolnshire Railway, der South Eastern Railway und der Metropolitan Railway (letztere gehört heute zum Netz der London Underground). Watkin strebte ohne Erfolg den Aufbau eines von ihm kontrollierten Eisenbahnnetzes an, das von den Midlands über London bis nach Paris reichen sollte, wozu er einen Tunnel unter dem Ärmelkanal bauen wollte. Ein weiteres gescheitertes Projekt war der Watkin’s Tower.

## Leben

### Bahnmanager

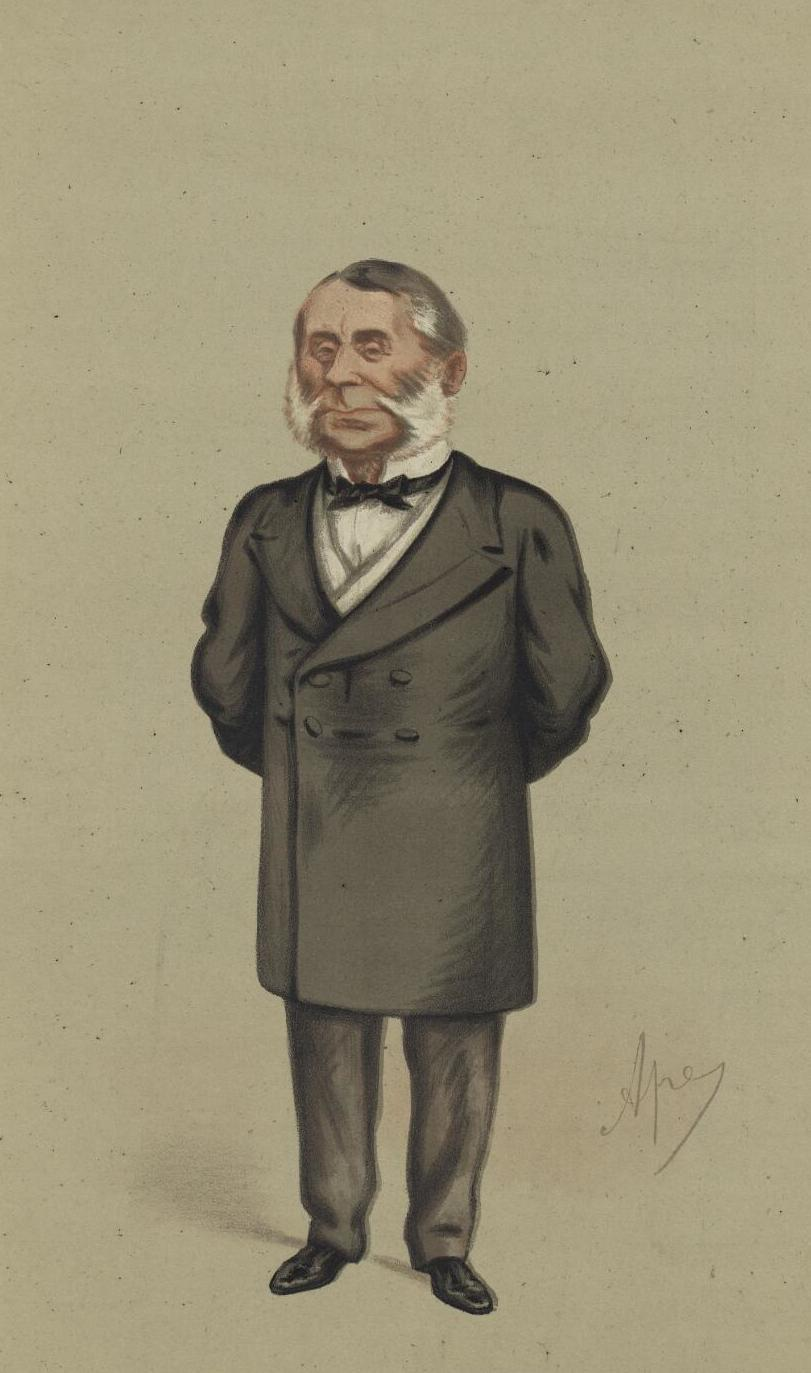
Karikatur von Watkin, gezeichnet von Ape für Vanity Fair (1875)

Er war der Sohn von Absalom Watkin, wohlhabender Baumwollhändler und führende Persönlichkeit in der Anti-Corn Law League; seine Mutter hieß Elizabeth Watkinson. Sein Bruder Alfred Watkin, ein Händler, war 1873/74 Bürgermeister von Manchester. Edward Watkin erhielt Unterricht in einer Privatschule und begann danach im väterlichen Unternehmen zu arbeiten. Er war Mitglied der literarischen Gesellschaft Manchester Athenaeum und war bei der Organisation von Literaturabenden behilflich. 1845 war er Sekretär eines Komitees, das Geld für die Einrichtung von drei öffentlichen Parkanlagen in Manchester und Salford sammelte. Im selben Jahr war er Mitbegründer der Zeitung Manchester Examiner.
1845 ließ Watkin den Baumwollhandel hinter sich und war daraufhin Sekretär der Trent Valley Railway, die noch während der Bauarbeiten mit großem Gewinn an die London and Birmingham Railway verkauft wurde; diese wiederum ging 1846 in der London and North Western Railway (LNWR) auf. In den folgenden Jahren war Watkin Assistent von Mark Huish, dem Geschäftsführer der LNWR. 1851 reiste er nach Nordamerika, um das dortige Eisenbahnwesen zu studieren; ein Jahr später veröffentlichte er darüber den Bericht A Trip to the United States and Canada. 1853 wurde er zum Geschäftsführer der Manchester, Sheffield and Lincolnshire Railway (MS&LR), der späteren Great Central Railway (GCR), ernannt. Auf Wunsch des Duke of Newcastle, dem damaligen Kriegs- und Kolonialminister, begab sich Watkin 1861 nach Kanada. Er untersuchte Möglichkeiten, die britischen Kolonien zu einem Dominion zusammenzuschließen und das von der Hudson’s Bay Company verwaltete Nordwestliche Territorium unter Regierungskontrolle zu bringen (beides bis 1870 umgesetzt). Eine weitere Aufgabe war es, die Finanzen der Grand Trunk Railway in Ordnung zu bringen.
Watkin leitete zwei Jahre lang von London aus die Grand Trunk Railway, ehe er 1863 zur MS&LR zurückkehrte, die ihn zuerst zum Direktor und 1864 zum Vorsitzenden ernannte. Diese Position hatte er die nächsten 30 Jahre inne. Kurze Zeit saß er auch im Verwaltungsrat der Great Eastern Railway und der Great Western Railway. Für das Cheshire Lines Committee realisierte er eine neue Bahnstrecke zwischen Manchester und Liverpool. Ebenso war er an der Verwirklichung der Bahn zwischen Athen und Piräus beteiligt. Durch eine von ihm initiierte Fusion verschiedener Gesellschaften schuf er eine direkte Verbindung zwischen Liverpool und Südwales, mit einem 1886 eröffneten Tunnel unter dem Mersey.

### Politiker
Watkin, ein Mitglied der Liberal Party, war fast drei Jahrzehnte lang Abgeordneter im Unterhaus. Er vertrat Great Yarmouth von 1857 bis 1858, Stockport von 1864 bis 1868 und Hythe von 1874 bis 1895. Zwar trat er 1885 zu den Konservativen über, doch vertrat er häufig eine eigenständige, parteiungebundene Meinung. Von 1859 bis 1862 saß er im Stadtrat von Manchester, 1874 hatte er das zeremonielle Amt des High Sherriff von Cheshire inne.

### Gescheiterte Visionen
1866 wurde Watkin zum Vorsitzenden der South Eastern Railway (SER) ernannt. Kurz nach seinem Amtsantritt schlitterte die in Finanznöten steckende Gesellschaft in ein Insolvenzverfahren. Nach zähen Verhandlungen mit Gläubigern und Konkurrenten gelang es ihm, den Konkurs abzuwenden. Ab 1872 war er auch Vorsitzender der Londoner Metropolitan Railway (Met), deren Streckennetz unter seiner Führung rasch expandierte. Von der Baker Street reichte die Met innerhalb weniger Jahre weit in die Grafschaften Middlesex, Hertfordshire und Buckinghamshire hinein. Watkin verfolgte die langfristige Vision eines zusammenhängenden internationalen Eisenbahnnetzes unter seiner Kontrolle. Er war nicht nur Vorsitzender der MS&LR, der Met und der SER, sondern auch Verwaltungsratsmitglied der französischen Bahngesellschaft Compagnie des chemins de fer du Nord. Züge sollten direkt von Manchester und Liverpool über London nach Paris verkehren und dabei den Ärmelkanal in einem Tunnel unterqueren.
1872 war Watkin Mitbegründer der Submarine Railway Company, deren Ziel der Bau eines Ärmelkanaltunnels war. Ab 1881 führte sie Probebohrungen mit Tunnelbohrmaschinen durch. Am 16. Juni 1881 berichtete er der Generalversammlung der Aktionäre der South Eastern Railway, man habe eine Schicht unter dem Ärmelkanal entdeckt, in die kein Wasser eindringen könne, und „mit der gegenwärtig benützten unvollständigen Maschinerie“ könne pro Jahr eine Länge von zwei Meilen geteuft werden, sodass bei Vortrieb von beiden Seiten eine fünfjährige Bauzeit des Tunnels möglich sei. Auf englischer Seite führte der Stollen von Dover aus 1893 Meter weit, während auf französischer Seite von Sangatte aus 1669 Meter weit gebohrt wurde.
Im Jahr 1882 schätzte man die Baukosten auf 20 Millionen £ (entspricht heute etwa 2,1 Milliarden £). Für eine fünfprozentigen Verzinsung errechnete man eine notwendige Mindestzahl von 8.320.000 Passagieren im Jahr, was einen ununterbrochenen Verkehr (d. h. Tag und Nacht an allen sieben Wochentagen) von aus zehn Personenwagen bestehenden Zügen im Abstand von 15 Minuten bedingt hätte. Bei einer angenommenen Geschwindigkeit der Züge von 30 Meilen pro Stunden hätte eine Fahrt vierzig Minuten gedauert. Die Traktion sollte mit Pressluftlokomotiven erfolgen.
Obwohl Watkin eine massive PR-Kampagne gestartet hatte (er hatte unter anderem das Thronfolgerehepaar, William Ewart Gladstone und den Erzbischof von Canterbury zu Banketten eingeladen), stieß das Vorhaben auf heftigen politischen Widerstand: Einer der prominentesten Gegner war General Garnet Wolseley, der in dem Tunnel eine mögliche Invasionsroute für französische Truppen sah. Königin Victoria bezeichnete das Projekt angeblich als „verwerflich“. Im Mai 1882 verfügte das Board of Trade einen sofortigen Baustopp. Dieser wurde aber offensichtlich nicht umgesetzt, da noch Ende 1882 Edward Watkin mit den Direktoren der South Eastern Railway in Dover den Fortschritt der Bauarbeiten sowie eine von Beaumont konstruierte Pressluftlokomotive inspizierten. Watkin versuchte mehrmals auf parlamentarischem Weg, die Probebohrungen wieder aufnehmen zu dürfen. Im Mai 1884 stimmte das Unterhaus mit 222 zu 84 Stimmen gegen das Projekt und brachte es damit endgültig zu Fall. Zumindest die Verbindung von den Midlands nach London wurde in Form der 1899 eröffneten Great Central Main Line verwirklicht.

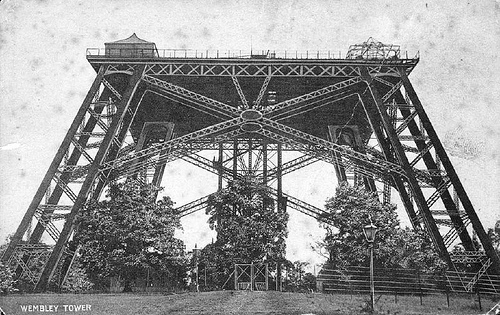
Der 47 Meter hohe Turmstumpf des Watkin’s Tower (um 1900)

Ebenfalls keinen Erfolg hatte Watkin mit einem Projekt in London. 1891 gab er die Errichtung eines monumentalen Aussichtsturms in der Nähe des Met-Bahnhofs Wembley Park in Auftrag. Watkin’s Tower sollte 353 Meter hoch werden und somit den kürzlich eröffneten Eiffelturm in Paris um fast 30 Meter überragen. Aufgrund von Finanzierungsschwierigkeiten zogen sich die Bauarbeiten in die Länge und 1895 war der Turm erst rund 47 Meter hoch. Es stellte sich heraus, dass er aufgrund der Setzung einstürzen würde, falls an ihm weitergebaut würde. Der als Watkin’s Folly („Watkins Verrücktheit“) bezeichnete Turmstumpf wurde schließlich 1907 abgerissen.
Edward Watkin musste 1894 aus gesundheitlichen Gründen alle seine Ämter aufgeben, er starb sieben Jahre später in Manchester. Sein Sohn Alfred Mellor Watkin war von 1877 bis 1880 ebenfalls Abgeordneter des Unterhauses (für den Wahlkreis Grimsby).